# النار على الجليد
النار على الجليد (بالإنجليزية: The Fire on the Snow) هي مسرحية شعرية لدوغلاس ستيوارت حول بعثة تيرا نوفا الاستكشافية إلى القارة القطبية الجنوبية من تأليف روبرت فالكون سكوت . تم عرضها لأول مرة على راديو ABC في 6 يونيو 1941 و لاقت استحسانا كبيرا .

## الإنتاج الأصلي
تم إنتاج الإنتاج الأصلي بواسطة فرانك كليلو وكان من المقرر أن يؤدي بيتر فينش في دور سكوت، لكنه انضم إلى الجيش قبل أربعة أيام فقط من البث، لذلك حل محله فرانك هارفي. قررت كليولو توظيف ممثلة، ايدا اوزبون، كراوية على النقيض من طاقم الممثلين الذكور .و لا توجد نسخة من هذا الإنتاج الأصلي.

## الإنتاجات اللاحقة
عُرضت المسرحية على الراديو عدة مرات منذ ذلك الحين، بما في ذلك إنتاج لاحق من بطولة بيتر فينش لفرانك كليلو وآخر أخرجه تيرون جوثري لهيئة الإذاعة البريطانية عام 1951.
تم نشر المسرحية عام 1945.

## طاقم الممثلين الأصلي
- فرانك هارفي في دور روبرت فالكون سكوت
- جون تيت في دور إدوارد أدريان ويلسون
- لو فيرنون في دور لورانس أوتس
- بيتر باثورست في دور هنري باورز
- جون ألدن في دور إدغار إيفانز
- إيدا إليزابيث أوزبورن في دور الراوية

## روابط خارجية
- العروض المسرحية الأسترالية للمسرحية في AusStage
- النار على الثلج في اوستليت
- "العزف في القرن العشرين - الحلقة الثالثة: النار على الثلج" الإذاعة الوطنية 2 يناير 2011 - يتضمن أداء المسرحية